# Leptopteromyia mexicanae
Leptopteromyia mexicanae är en tvåvingeart som beskrevs av Martin 1971. Leptopteromyia mexicanae ingår i släktet Leptopteromyia och familjen rovflugor. Inga underarter finns listade i Catalogue of Life.